# Prionospio kirrae
Prionospio kirrae är en ringmaskart som beskrevs av Wilson 1990. Prionospio kirrae ingår i släktet Prionospio och familjen Spionidae. Inga underarter finns listade i Catalogue of Life.